# 옴진리교 사건
옴진리교 사건(일본어: オウム真理教事件 오우무신리쿄지켄[*])은 1980년대 말부터 1990년대 중반까지 옴진리교가 일으킨 일련의 사건들의 총칭이다. 옴진리교 교주 마츠모토 치즈오(일명 아사하라 쇼코)는 종교를 빙자해 일본을 탈취하고 그 왕으로 군림하겠다는 야망을 품었고, 옴진리교 교단은 그것을 현실화하고자 하는 과정에서 무장집단화하여 교단과 적대하는 인물들을 살해하고 무차별 테러를 실행했다.
일련의 사건으로 총 29명이 사망했고(살인 26명, 감금치사 1명, 살인미수 2명), 부상자는 6000명 이상이다. 교단 내부적으로도 밝혀진 것만 5명이 살해당했고 실종자는 30명을 넘는다. 피해자 수의 규모나 사회에 미친 영향, 재판에서의 엄벌 등으로 「일본 범죄사상 최악의 강력사건」으로도 알려졌다.
특히 주목되는 사건이 교단과 맞서던 인권변호사와 그 가족들을 살해한 사카모토 츠츠미 변호사 일가족 살해사건(1989년 11월), 나가노현 마츠모토시의 교단 지부가 퇴거소송을 당하자 담당 판사를 살해할 목적으로 사린을 살포해 7명을 사망케 하고 수백 명의 부상자를 발생시킨 마츠모토 사린사건(1994년 6월 27일), 교단에 대한 수사 교란을 목적으로 5량의 지하철에 사린을 살포해 12명의 사망자와 수천 명의 부상자를 발생시킨 지하철 사린사건(1995년 3월 20일)이 꼽힌다. 『마이니치 신문』에서는 이 세 사건을 「옴 3대사건」(オウム3大事件)이라고 표현한다. 『카나가와 신문』, 『일간스포츠』, 『스포츠보지』 등 다른 언론도 2018년 7월 마츠모토 치즈오 등의 사형집행을 보도하면서 사형수들 각각이 3대사건 중 어디에 관여했는지를 전했다.
2011년 12월 그동안 기소된 모든 형사재판이 종결되었다. 기소된 189명 중 13명이 사형, 5명이 무기징역이 확정되었다. 2011년 12월 31일에는 16년간 도피한 히라타 마코토가 경시청에 자수, 다음날인 2012년 1월 1일 체포되었고, 히라타의 도피에 협력한 여성 출가신자도 1월 10일 체포되어 양측 모두 기소되었다. 동년 6월 3일 역시 도피자 신세였던 사쿠치 나오코가 은신처에서 체포되었고, 같은 달 15일 역시 도피자 신세였던 타카하시 카츠야가 도쿄도 오오타구 니시카마타의 만화방에서 신병이 확보되어 체포되었다. 이로써 경찰청의 옴진리교 사건에 관한 특별수배 대상이었던 3명이 모두 체포・기소되었다.
히라타는 2016년 1월 13일 징역 9년, 사쿠치는 2017년 12월 27일 무죄가 확정되었다. 옴진리교 사건의 마지막 피고인인 타카하시는 최고재까지 상고한 끝에 2018년 1월 18일 무기징역이 사실상 확정되었다. 1월 25일자로 이의신청이 기각되면서 옴진리교 사건 재판은 완결되었다. 7월 6일 교주 마츠모토 치즈오 외 측근 7명의 사형이 집행되었고, 7월 26일 나머지 6명의 사형이 집행되어 형사상으로는 사건이 모두 수습되었다.

## 타임라인
| 발생년월일       | 사건명                                              | 사망자 （명） | 부상자 （명） | 사건 동기                                                                   |
| ---------------- | --------------------------------------------------- | ------------- | ------------- | --------------------------------------------------------------------------- |
| 1988년 9월 22일  | 재가신자 사망 사건（미입건）                        | 01            | 0000          | 신자의 사고사와 그 은폐                                                     |
| 1989년 2월 10일  | 남성신자 살해 사건                                  | 01            | 0000          | 교단에서 탈주한 인물을 살해                                                 |
| 1989년 11월 4일  | 사카모토 츠츠미 변호사 일가 살해 사건               | 03            | 0000          | 교단을 적대하는 외부인(인권변호사)의 암살                                   |
| 1990년           | 국토법 위반 사건                                    |               |               | 토지매매의 은폐                                                             |
| 1991년경         | 여성신자 살해 사건（미입건）                        | 01            | 0000          | 스파이로 의심된 신자를 살해                                                 |
| 1992년 9월 14일  | 오카무라철공 탈취 사건（미입건）                    |               |               | 자산 강탈과 교단 무장화                                                     |
| 1993년 6월 6일   | 거꾸로 매달려 사망 사건                             | 01            | 0000          | 신자의 사고사와 그 은폐                                                     |
| 1993년 6월 28일  | 제1차 카메이도 이취 사건（미입건）                  | 0             | 0000          | 세균무기 배양과 무차별 테러                                                 |
| 1993년 7월 2일   | 제2차 카메이도 이취 사건（미입건）                  | 0             | 0000          | 세균무기 배양과 무차별 테러                                                 |
| 1993년 11월      | 제1차 이케다타 이사쿠 사린 습격 미수 사건（미입건） | 0             | 0000          | 교단을 적대하는 외부인(창가학회 지도자)의 암살                              |
| 1993년 11월 -    | 사린플랜트 건설 사건                                |               |               | 교단의 무장화                                                               |
| 1993년 12월 18일 | 제2차 이케다타 이사쿠 사린 습격 미수 사건（미입건） | 0             | 수명          | 교단을 적대하는 외부인(창가학회 지도자)의 암살                              |
| 1994년 1월 30일  | 약제사 린치 살인 사건                               | 01            | 0000          | 교단에서 탈주한 인물을 살해                                                 |
| 1994년 2월 -     | 자동소총 밀조 사건                                  |               |               | 교단의 무장화                                                               |
| 1994년 3월 27일  | 미야자키현 자산가 납치 사건                         | 0             | 0001          | 자산 강탈                                                                   |
| 1994년 5월 9일   | 타키모토 타로 변호사 사린 습격 사건                 | 0             | 0001          | 교단을 적대하는 외부인(인권변호사)의 암살                                   |
| 1994년 5월 -     | LSD 밀조 사건                                       |               |               | 이니시에이션용 위법약물 조제                                                |
| 1994년 6월 27일  | 마쓰모토 사린 사건                                  | 07            | 600           | 교단 지부 퇴거재판을 담당하는 판사의 암살                                   |
| 1994년 7월 -     | 각성제 밀조 사건                                    |               |               | 이니시에이션용 위법약물 조제                                                |
| 1994년 7월 10일  | 남성신자 린치 살인 사건                             | 01            | 0000          | 스파이로 의심된 신자를 살해                                                 |
| 1994년 7월 15일  | 센다이 지부장 사망 사건（미입건）                   | 01            | 0000          | 신자의 사고사와 그 은폐                                                     |
| 1994년 7월 28일  | 여성간호사 납치 감금 사건                           | 0             | 0001          | 교단에서 탈주한 인물을 감금                                                 |
| 1994년 9월 20일  | 에가와 쇼코 포스겐 습격 사건（미입건）              | 0             | 0001          | 교단을 적대하는 외부인(언론인)의 암살                                       |
| 1994년 9월 -     | 티오펜탈나트륨 밀조 사건                            |               |               | 이니시에이션용 위법약물 조제                                                |
| 1994년 11월 20일 | 카시마 토모코 장녀 납치 감금 사건                   | 0             | 0001          | 출가를 거부하는 인물을 감금                                                 |
| 1994년 12월 2일  | 주차장경영자 VX 습격 사건                           | 0             | 0001          | 교단을 탈주한 신자를 숨겨준 인물을 살해                                     |
| 1994년 12월 9일  | 오사카에서의 （전 자위관）납치 감금 사건            | 0             | 0001          | 교단에서 탈주한 인물을 감금                                                 |
| 1994년 12월 10일 | 피아니스트 감금 사건                                | 0             | 0001          | 출가를 거부하는 인물을 감금                                                 |
| 1994년 12월 12일 | 회사원 VX 살해 사건                                 | 01            | 0000          | 스파이로 의심되는 인물을 살해                                               |
| 1994년 12월 28일 | 미츠비시중공 히로시마연구소 침입 사건               |               |               | 데이터 수집                                                                 |
| 1994년 12월 ?일  | 후추운전면허시험장 침입 사건                        |               |               | 데이터 수집                                                                 |
| 1994년 12월 -    | 메스칼린 밀조 사건                                  |               |               | 이니시에이션용 위법약물 조제                                                |
| 1995년 1월 4일   | 피해자회 회장 VX 습격 사건                          | 0             | 0001          | 교단을 적대하는 인물(피해자회 회장)을 암살                                  |
| 1995년 1월       | 자동차면허증 위조 사건                              |               |               | 범죄목적으로 위조면허증을 제작                                              |
| 1995년 2월 28일  | 메구로 공증인사무소 사무장 납치 감금 치사 사건      | 01            | 0000          | 교단을 탈주한 신자를 숨겨준 사람의 납치 및 거액의 시주가 가능한 신자의 탈환 |
| 1995년 3월 15일  | 카스미가세키역 아타셰케이스 사건（미입건）          | 0             | 0000          | 교단에 대한 수사의 교란 및 수도권의 혼란                                    |
| 1995년 3월 19일  | 오사카 대학생 납치 감금 사건                        | 0             | 0001          | 교단에서 탈주한 인물을 감금                                                 |
| 1995년 3월 19일  | 시마다 히로미 자택 폭탄 사건                        | 0             | 0000          | 자작극                                                                      |
| 1995년 3월 19일  | 옴진리교 도쿄총본부 화염병 투척 사건                | 0             | 0000          | 자작극                                                                      |
| 1995년 3월 20일  | 도쿄 지하철 사린 사건                               | 12            | 6,300         | 교단에 대한 수사의 교란 및 수도권의 혼란                                    |
| 1995년 3월 20일  | 나고야에서의 할머니 납치 사건                       | 0             | 0001          | 자산 강탈                                                                   |
| 1995년 3월 22일  | 제6사티안 예배당 신자 납치 감금 사건                | 0             | 0006          | 교단 탈퇴 저지                                                              |
| 1995년 3월 22일  | 제10사티안 신자감금사건                             | 0             |               | 교단 탈퇴 저지                                                              |
| 1995년 4월-5월   | 신주쿠역 청산가스 사건                              | 0             | 0000          | 교단에 대한 수사의 교란 및 수도권의 혼란                                    |
| 1995년 5월 16일  | 도쿄도청 소포폭탄 사건                              | 0             | 0001          | 교단에 대한 수사의 교란 및 교단 해산권을 가진 도지사 업무 방해              |

제2차 이케다타 이사쿠 사린습격미수사건 부상자에는 실행범 니이미 토모미츠도 포함된다.
코노 요시유키의 아내도 마츠모토 사린사건의 사망자이지만 재판에서 인정되지 않았기에 이 표에서는 카운트하지 않는다. 마츠모토 사린사건의 부상자 600명은 주민조사에서 주장된 수효이고, 재판에서는 144명이 인정되었다. 1997년 12월 재판 신속화를 위해 4명으로 변경되었다.
2008년 12월 시행된 옴피해자 구제법에서는 사건 익일 입욕중 익사한 남성을 포함해 지하철 사린사건의 사망자 수를 13명으로 집계한다. 지하철 사린사건의 부상자 6300명은 어림수이며, 재판에서 인정된 피해자는 3794명이다. 1997년 12월 재판 신속화를 위해 14명으로 변경되었다.

## 주요 구속자
입건된 일련의 사건에 관여하여 체포된 자는 1996년 1월 18일 시점에서 403명이었고 그 중 192명이 기소되었다.
- 사건명 아래에 ●이 붙은 사건은 사망자 발생 사건이다.
- 신병구속일은 지하철 사린사건 이후의 구속에 대해서만 기재되었다.
- 무라이 히데오는 체포되기 전에 우익폭력단원에게 살해되었다(무라이 히데오 척살사건).
- 홀리네임은 도쿄키라라사 편집부 편 『옴진리교 대사전』(オウム真理教大辞典, 2003년)에 따랐다.

|                                 | 남 성 신 자 살 해 사 건 | 사 카 모 토 변 호 사 사 건 | 국 토 법 위 반 사 건 | 사 린 플 랜 트 건 설 사 건 | 약 제 사 린 치 살 인 사 건 | 타 키 모 토 변 호 사 사 린 사 건 | 거 꾸 로 매 달 려 사 망 사 건 | 자 동 소 총 밀 조 사 건 | 마 츠 모 토 사 린 사 건 | 남 성 신 자 린 치 살 인 사 건 | 주 차 장 경 영 자 Ｖ Ｘ 사 건 | 회 사 원 Ｖ Ｘ 사 건 | 피 해 자 회 회 장 Ｖ Ｘ 사 건 | 공 증 인 역 장 사 무 장 치 사 사 건 | 시마다 폭 탄 사 건 및 화 염 병 사 건 | 지 하 철 사 린 사 건 | 신 주 쿠 역 청 산 가 스 사 건 | 도 쿄 도 청 소 포 폭 탄 사 건 | 기타 여죄              |                                              |                                                 |                             |                                                                   |
| 인물                            | ●                       | ●                          |                      |                            | ●                          |                                  | ●                             |                         | ●                       | ●                             |                               | ●                    |                               | ●                                   |                                      | ●                    |                               |                               |                        | 신병구속일                                   | 판결                                            | 체포 당시 역직              | 홀리네임                                                          |
| ------------------------------- | ----------------------- | -------------------------- | -------------------- | -------------------------- | -------------------------- | -------------------------------- | ----------------------------- | ----------------------- | ----------------------- | ----------------------------- | ----------------------------- | -------------------- | ----------------------------- | ----------------------------------- | ------------------------------------ | -------------------- | ----------------------------- | ----------------------------- | ---------------------- | -------------------------------------------- | ----------------------------------------------- | --------------------------- | ----------------------------------------------------------------- |
| 마츠모토/마츠모토 치즈오        | ○                       | ○                          | ／                   | ○                          | ○                          | ○                                | ／                            | ○                       | ○                       | ○                             | ○                             | ○                    | ○                             | ○                                   | ／                                   | ○                    | ／                            | ／                            | 약물밀조               | 1995년 5월 16일                              | ／사형, 2018년 7월 6일 도쿄구치소에서 집행      | 신성법황 (神聖法皇)         | 마하구루 아사하라 (マハーグル・アサハラ)                          |
| 이노우에/이노우에 요시히로      | ／                      | ／                         | ／                   | ／                         | ○                          | ／                               | ／                            | ／                      | ／                      | ／                            | ○                             | ○                    | ○                             | ○                                   | ○                                    | ○                    | ○                             | ○                             | ／                     | 1995년 5월 15일                              | ／사형, 2018년 7월 6일 오사카구치소에서 집행    | 첩보성 (諜報省)             | 아난다 (アーナンダ)                                               |
| 엔도/엔도 세이이치              | ／                      | ／                         | ／                   | ／                         | ／                         | ○                                | ／                            | ／                      | ○                       | ／                            | ○                             | ／                   | ／                            | ／                                  | ／                                   | ○                    | ／                            | ／                            | 약물밀조               | 1995년 4월 26일                              | ／사형. 2018년 7월 6일 도쿄구치소에서 집행      | 제1후생성 (第一厚生省)      | 지바카 (ジーヴァカ)                                               |
| 오카사키/오카사키 카즈아키      | ○                       | ○                          | ／                   | ／                         | ／                         | ／                               | ／                            | ／                      | ／                      | ／                            | ／                            | ／                   | ／                            | ／                                  | ／                                   | ／                   | ／                            | ／                            | ／                     | 1995년 9월 6일                               | ／사형, 2018년 7월 26일 나고야구치소에서 집행   | （탈퇴）                    | 마하 앙굴리말라 (マハーアングリマーラ)                            |
| 츠치야/츠치야 마사미            | ／                      | ／                         | ／                   | ／                         | ／                         | ／                               | ／                            | ／                      | ○                       | ／                            | ○                             | ○                    | ○                             | ／                                  | ／                                   | ○                    | ／                            | ／                            | 약물밀조               | 1995년 4월 26일                              | ／사형, 2018년 7월 6일 도쿄구치소에서 집행      | 제2후생성 (第二厚生省)      | 크시티가르바 (クシティガルバ)                                     |
| 토요타/토요타 토오루            | ／                      | ／                         | ／                   | ／                         | ／                         | ／                               | ／                            | ○                       | ／                      | ／                            | ／                            | ／                   | ／                            | ／                                  | ／                                   | ○                    | ○                             | ○                             | ／                     | 1995년 5월 15일                              | ／사형, 2018년 7월 26일 도쿄구치소에서 집행     | 과학기술성 (科学技術省)     | 바지라바니 (ヴァジラパーニ)                                       |
| 나카가와/나카가와 토모마사      | ／                      | ○                          | ／                   | ／                         | ○                          | ○                                | ／                            | ／                      | ○                       | ／                            | ○                             | ○                    | ○                             | ○                                   | ／                                   | ○                    | ○                             | ○                             | ／                     | 1995년 5월 17일                              | ／사형, 2018년 7월 6일 히로시마구치소에서 집행  | 법황내청 (法皇内庁)         | 바지라팃사 (ヴァジラティッサ)                                     |
| 니이미/니이미 토모미츠          | ○                       | ○                          | ／                   | ／                         | ○                          | ／                               | ／                            | ／                      | ○                       | ○                             | ○                             | ○                    | ○                             | ／                                  | ／                                   | ○                    | ／                            | ／                            | 감금 범인은닉          | 1995년 4월 12일                              | ／사형, 2018년 7월 6일 오사카구치소에서 집행    | 자치성 (自治省)             | 미라레바 (ミラレパ)                                               |
| 하시모토/하시모토 사토루        | ／                      | ○                          | ／                   | ○                          | ／                         | ／                               | ／                            | ／                      | ○                       | ／                            | ／                            | ／                   | ／                            | ／                                  | ／                                   | ／                   | ／                            | ／                            | ／                     | 1995년 7월 9일                               | ／사형, 2018년 7월 26일 도쿄구치소에서 집행.    | 자치성                      | 가프바 라틸리야 (ガフヴァ・ラティーリヤ)                          |
| 하야카와/하야카와 키요히데      | ○                       | ○                          | ○                    | ○                          | ／                         | ／                               | ／                            | ○                       | ／                      | ／                            | ／                            | ／                   | ／                            | ／                                  | ／                                   | ／                   | ／                            | ／                            | 약물밀조               | 1995년 4월 20일                              | ／사형, 2018년 7월 6일 후쿠오카구치소에서 집행  | 건설성 (建設省)             | 테이로바 (ティローパ)                                             |
| 하야시 야스오/하야시 야스오     | ／                      | ／                         | ／                   | ／                         | ／                         | ／                               | ／                            | ／                      | ○                       | ／                            | ／                            | ／                   | ／                            | ／                                  | ／                                   | ○                    | ／                            | ○                             | ／                     | 1996년 12월 3일                              | ／사형, 2018년 7월 26일 미야자키형무소에서 집행 | 과학기술성                  | 이시딘나 (イシディンナ)                                           |
| 히로세/히로세 켄이치            | ／                      | ／                         | ／                   | ／                         | ／                         | ／                               | ／                            | ○                       | ／                      | ／                            | ／                            | ／                   | ／                            | ／                                  | ／                                   | ○                    | ／                            | ／                            | ／                     | 1995년 5월 16일                              | ／사형, 2018년 7월 26일 도쿄구치소에서 집행     | 과학기술성                  | 산쟈야 (サンジャヤ)                                               |
| 요코야마/요코야마 마사토        | ／                      | ／                         | ／                   | ／                         | ／                         | ／                               | ／                            | ○                       | ／                      | ／                            | ／                            | ／                   | ／                            | ／                                  | ／                                   | ○                    | ／                            | ／                            | ／                     | 1995년 5월 16일                              | ／사형, 2018년 7월 26일 나고야구치소에서 집행   | 과학기술성                  | 바지라발리야 (ヴァジラヴァッリィヤ)                               |
| 키타무라/키타무라 코이치        | ／                      | ／                         | ／                   | ／                         | ○                          | ／                               | ／                            | ／                      | ／                      | ／                            | ／                            | ／                   | ／                            | ／                                  | ／                                   | ○                    | ／                            | ／                            | ／                     | 1996년 11월 14일                             | 무기징역                                        | 자치성                      | 캇사바 (カッサパ)                                                 |
| 스기모토/스기모토 시게오        | ／                      | ／                         | ／                   | ／                         | ○                          | ／                               | ／                            | ／                      | ／                      | ○                             | ／                            | ／                   | ／                            | ／                                  | ／                                   | ○                    | ／                            | ／                            | ／                     | 1995년 5월 16일                              | 무기징역                                        | 자치성                      | 간보바 (ガンポパ)                                                 |
| 타카하시 카츠야/타카하시 카츠야 | ／                      | ／                         | ／                   | ／                         | ／                         | ／                               | ／                            | ／                      | ／                      | ／                            | ／                            | ○                    | ○                             | ○                                   | ／                                   | ○                    | ／                            | ○                             | ／                     | 2012년 6월 15일                              | 무기징역                                        | 첩보성                      | 스만가라 (スマンガラ)                                             |
| 토노사키/토노자키 키요타카      | ／                      | ／                         | ／                   | ／                         | ／                         | ／                               | ／                            | ／                      | ／                      | ／                            | ／                            | ／                   | ／                            | ／                                  | ／                                   | ○                    | ／                            | ／                            | ／                     | 1995년 4월 7일                               | 무기징역                                        | 자치성                      | 로마사칸기야 (ローマサカンギヤ)                                   |
| 나카무라/나카무라 노보루        | ／                      | ／                         | ／                   | ○                          | ／                         | ／                               | ／                            | ／                      | ○                       | ○                             | ／                            | ／                   | ／                            | ○                                   | ／                                   | ／                   | ／                            | ／                            | ／                     | 1995년 7월 9일                               | 무기징역, 검찰측 구형은 사형.                   | 자치성                      | 우바리 (ウパーリ)                                                 |
| 하야시 이쿠오/하야시 이쿠오     | ／                      | ／                         | ／                   | ／                         | ／                         | ／                               | ／                            | ／                      | ／                      | ／                            | ／                            | ／                   | ／                            | ○                                   | ／                                   | ○                    | ／                            | ／                            | 감금 약물밀조 범인은닉 | 1995년 4월 8일                               | 무기징역                                        | 자치성                      | 크리슈나난다 (クリシュナナンダ)                                   |
| 야마가타/야마가타 아키라        | ／                      | ／                         | ／                   | ／                         | ／                         | ／                               | ／                            | ／                      | ／                      | ／                            | ○                             | ○                    | ○                             | ／                                  | ○                                    | ／                   | ／                            | ／                            | 여권법                 | 1995년 5월 4일                               | 징역 20년                                       | 자치성                      | 가르 아니캇타 뭇타 (ガル・アニーカッタ・ムッタ)                   |
| 토미타/토미타 타카시            | ／                      | ／                         | ／                   | ○                          | ／                         | ／                               | ／                            | ／                      | ○                       | ／                            | ／                            | ／                   | ／                            | ／                                  | ／                                   | ／                   | ／                            | ／                            | ／                     | 1995년 6월 16일                              | 징역 17년                                       | 자치성                      | 시하 (シーハ)                                                     |
| 토미나가/토미나가 마사히로      | ／                      | ／                         | ／                   | ／                         | ／                         | ○                                | ／                            | ／                      | ／                      | ／                            | ／                            | ／                   | ／                            | ／                                  | ／                                   | ／                   | ○                             | ○                             | ／                     | 1995년 10월 8일                              | 징역 15년                                       | 법황관방 (法皇官房)         | 베마치트라 (ヴェーマチトラ)                                       |
| 히라타 사토루/히라타 사토루     | ／                      | ／                         | ／                   | ／                         | ／                         | ／                               | ／                            | ／                      | ／                      | ／                            | ○                             | ○                    | ○                             | ○                                   | ／                                   | ／                   | ／                            | ／                            | ／                     | 1995년 10월 19일                             | 징역 15년                                       | 첩보성                      | 라다 (ラーダ)                                                     |
| 와타베/와타베 카즈미            | ／                      | ／                         | ／                   | ○                          | ／                         | ／                               | ／                            | ／                      | ○                       | ／                            | ／                            | ／                   | ／                            | ／                                  | ／                                   | ／                   | ／                            | ／                            | ／                     | 1995년 5월 16일                              | 징역 14년                                       | 과학기술성                  | 고사라 (ゴーサーラ)                                               |
| 아오야마/아오야마 요시노부      | ／                      | ／                         | ○                    | ／                         | ／                         | ○                                | ／                            | ／                      | ／                      | ／                            | ／                            | ／                   | ／                            | ／                                  | ／                                   | ／                   | ／                            | ／                            | 명예훼손               | 1995년 5월 4일                               | 징역 12년                                       | 법무성 (法務省)             | 아바야쟈하 (アパーヤージャハ)                                     |
| 코시카와/코시카와 신이치        | ／                      | ／                         | ／                   | ／                         | ○                          | ／                               | ／                            | ／                      | ／                      | ／                            | ／                            | ／                   | ／                            | ／                                  | ／                                   | ／                   | ／                            | ／                            | 공갈 공무집행방해      | 1995년 4월 6일                               | 징역 10년                                       | 상무성 (商務省)             | 멧타지 (メッタジ)                                                 |
| 고토/고토 마코토                | ／                      | ／                         | ／                   | ／                         | ○                          | ／                               | ／                            | ／                      | ／                      | ／                            | ／                            | ／                   | ／                            | ／                                  | ／                                   | ／                   | ／                            | ／                            | ／                     | 1995년 5월17일                               | 징역 10년                                       |                             | 메기야 (メーギヤ)                                                 |
| 후시나가/후지나가 코조          | ／                      | ／                         | ／                   | ／                         | ／                         | ／                               | ／                            | ／                      | ○                       | ／                            | ／                            | ／                   | ／                            | ／                                  | ／                                   | ／                   | ／                            | ／                            | ／                     | 1995년 4월 24일                              | 징역 10년                                       | 과학기술성                  | 발라발리야 (パーラーパリヤ)                                       |
| 타카하시 마사야/타카하시 마사야 | ／                      | ／                         | ／                   | ○                          | ／                         | ／                               | ／                            | ／                      | ○                       | ／                            | ／                            | ／                   | ／                            | ／                                  | ／                                   | ／                   | ／                            | ／                            | ／                     | 1995년 5월 16일                              | 징역 9년                                        | 건설성                      | 슬리야 (スーリヤ)                                                 |
| 히라타 마코토/히라타 마코토     | ／                      | ／                         | ／                   | ／                         | ／                         | ／                               | ／                            | ／                      | ／                      | ／                            | ／                            | ／                   | ／                            | ○                                   | ○                                    | ／                   | ／                            | ／                            | ／                     | 2012년 1월 1일                               | 징역 9년                                        | 차량성 (車両省)             | 보샤 (ポーシャ)                                                   |
| 오오우치토/오오우치 토시야스    | ○                       | ／                         | ○                    | ／                         | ／                         | ／                               | ○                             | ／                      | ／                      | ／                            | ／                            | ／                   | ／                            | ／                                  | ／                                   | ／                   | ／                            | ／                            | ／                     | 1998년 4월 19일                              | 징역 8년                                        | 모스크바지부 (モスクワ支部) | 분나 만타니붓타 (プンナ・マンターニプッタ)                        |
| 타키사와/타키자와 카즈요시      | ／                      | ／                         | ／                   | ○                          | ／                         | ／                               | ／                            | ／                      | ／                      | ／                            | ／                            | ／                   | ／                            | ／                                  | ○                                    | ／                   | ／                            | ／                            | ／                     | 1995년 5월 16일                              | 징역 8년                                        | 과학기술성                  | 우바바나 (ウパヴァーナ)                                           |
| 토카시/토가시 와카키요          | ／                      | ／                         | ／                   | ／                         | ／                         | ／                               | ／                            | ／                      | ○                       | ／                            | ／                            | ／                   | ／                            | ／                                  | ／                                   | ／                   | ／                            | ／                            | ／                     | 1995년 5월 17일                              | 징역 8년                                        | 과학기술성                  | 마하나마 (マハーナーマ)                                           |
| 마루야마/마루야마 미치마        | ／                      | ／                         | ／                   | ○                          | ○                          | ／                               | ／                            | ／                      | ／                      | ／                            | ／                            | ／                   | ／                            | ／                                  | ／                                   | ／                   | ／                            | ／                            | ／                     | 1995년 7월 9일                               | 징역 7년                                        | 자치성                      | 스랄다 (スラーダ)                                                 |
| 이이타/이이다 에리코            | ／                      | ／                         | ／                   | ／                         | ／                         | ／                               | ／                            | ／                      | ／                      | ／                            | ／                            | ／                   | ／                            | ○                                   | ／                                   | ／                   | ／                            | ／                            | ／                     | 1995년 5월 29일                              | 징역 6년 6개월                                  | 동신도청 (東信徒庁)         | 사크라 (サクラー)                                                 |
| 이다/이다 요시히로              | ／                      | ／                         | ／                   | ／                         | ／                         | ／                               | ／                            | ／                      | ／                      | ／                            | ／                            | ／                   | ／                            | ○                                   | ／                                   | ／                   | ／                            | ／                            | ／                     | 1995년 6월 16일                              | 징역 6년                                        |                             |                                                                   |
| 마츠모토 토모코/마츠모토 토모코 | ／                      | ／                         | ／                   | ／                         | ○                          | ／                               | ／                            | ／                      | ／                      | ／                            | ／                            | ／                   | ／                            | ／                                  | ／                                   | ／                   | ／                            | ／                            | ／                     | 1995년 6월 26일                              | 징역 6년                                        | 우정성 (郵政省)             | 신다라 (ヤソーダラー)                                             |
| 마츠이키/마츠이키 히토시        | ／                      | ／                         | ○                    | ／                         | ／                         | ／                               | ／                            | ／                      | ／                      | ／                            | ／                            | ／                   | ／                            | ／                                  | ／                                   | ／                   | ／                            | ／                            | 영리유괴               | 1995년 5월 9일                               | 징역 4년 6개월                                  | 건설성                      | 나르바 로사 (マルパ・ロサ)                                        |
| 마츠시타/마츠시타 사토시        | ／                      | ／                         | ／                   | ／                         | ／                         | ／                               | ／                            | ／                      | ／                      | ／                            | ／                            | ／                   | ／                            | ／                                  | ／                                   | ／                   | ○                             | ／                            | ／                     | 1996년 11월 24일                             | 징역 4年2개월                                   | 과학기술성                  | 산밧디타 (サンヴァッディタ)                                       |
| 이시이/이시이 히사코            | ／                      | ／                         | ○                    | ／                         | ／                         | ／                               | ○                             | ／                      | ／                      | ／                            | ／                            | ／                   | ／                            | ／                                  | ／                                   | ／                   | ／                            | ／                            | 범인은닉               | 1995년 9월 6일                               | 징역 4년                                        | 대장성 (大蔵省)             | 마하케이마 (マハーケイマ)                                         |
| 마츠모토 타케시/마츠모토 타케시 | ／                      | ／                         | ／                   | ／                         | ／                         | ／                               | ／                            | ／                      | ／                      | ／                            | ／                            | ／                   | ○                             | ○                                   | ／                                   | ／                   | ／                            | ／                            | ／                     | 1995년 5월 18일                              | 징역 4년                                        |                             |                                                                   |
| 야키사와/야키자와 요시츠구      | ／                      | ／                         | ／                   | ／                         | ／                         | ／                               | ／                            | ／                      | ／                      | ／                            | ／                            | ／                   | ／                            | ／                                  | ／                                   | ／                   | ○                             | ／                            | ／                     | 1996년 11월 14일                             | 징역 4년                                        |                             |                                                                   |
| 사사키/사사키 카요코            | ／                      | ／                         | ／                   | ／                         | ／                         | ／                               | ／                            | ／                      | ／                      | ／                            | ／                            | ／                   | ／                            | ／                                  | ／                                   | ○                    | ／                            | ／}}                          | 살인예비               | 1995년 5월 17일                              | 징역 3년                                        | 후생성                      | 챠바 (チャーパー)                                                 |
| 조유 후미히로/조유 후미히로     | ／                      | ／                         | ○                    | ／                         | ／                         | ／                               | ／                            | ／                      | ／                      | ／                            | ／                            | ／                   | ／                            | ／                                  | ／                                   | ／                   | ／                            | ／                            | ／                     | 1995년 10월 7일                              | 징역 3년                                        | 외무성 (外務省)             | 마이트레야 (マイトレーヤ)                                         |
| 모리와키/모리와키 카코          | ／                      | ／                         | ／                   | ／                         | ／                         | ／                               | ／                            | ／                      | ／                      | ／                            | ／                            | ／                   | ／                            | ／                                  | ／                                   | ○                    | ／                            | ／                            | 살인예비               | 1995년 5월 16일                              | 징역 3년                                        | 후생성                      | 바지라 산가 (ヴァジラ・サンガー)                                  |
| 오오우치사/오오우치 사나에      | ／                      | ／                         | ／                   | ／                         | ／                         | ／                               | ／                            | ／                      | ／                      | ／                            | ／                            | ／                   | ／                            | ／                                  | ／                                   | ／                   | ／                            | ／                            | 영리유괴               | 1995년 5월 12일                              | 징역 2년 4개월                                  | 신신도청 (新信徒庁)         | 소나 (ソーナー)                                                   |
| 하세가와/하세가와 시게키        | ／                      | ／                         | ／                   | ○                          | ／                         | ／                               | ／                            | ／                      | ／                      | ／                            | ／                            | ／                   | ／                            | ／                                  | ／                                   | ／                   | ／                            | ／                            | ／                     | 1995년 4월 24일                              | 징역 1年6개월                                   | 자치성                      |                                                                   |
| 야마모토/야마모토 마유미        | ／                      | ／                         | ／                   | ／                         | ／                         | ／                               | ○                             | ／                      | ／                      | ／                            | ／                            | ／                   | ／                            | ／                                  | ／                                   | ／                   | ／                            | ／                            | 범인은닉               | 1995년 11월 23일                             | 징역 1년 4개월                                  | 노동성 (労働省)             | 키사고타미 (キサーゴータミー)                                     |
| 키베/키베 테츠야                | ／                      | ／                         | ／                   | ／                         | ／                         | ／                               | ／                            | ／                      | ／                      | ／                            | ／                            | ／                   | ／                            | ／                                  | ／                                   | ／                   | ／                            | ／                            | 건조물침입             | 1995년 4월 8일                               | 징역 1년                                        | 방위청 (防衛庁)             | 마하캇사바 (マハーカッサパ)                                       |
| 미야코자와/미야코자와 카즈코    | ／                      | ／                         | ／                   | ／                         | ／                         | ／                               | ／                            | ／                      | ／                      | ／                            | ／                            | ／                   | ／                            | ／                                  | ／                                   | ／                   | ／                            | ／                            | 건조물침입             | 1995년 5월 10일                              | 징역 1년                                        | 서신도청 (西信徒庁)         | 웃바라반나 (ウッパラヴァンナー)                                   |
| 키쿠치/키쿠치 나오코            | ／                      | ／                         | ／                   | ／                         | ／                         | ／                               | ／                            | ／                      | ／                      | ／                            | ／                            | ／                   | ／                            | ／                                  | ／                                   | ／                   | ／                            | ○                             | ／                     | 2012년 6월 3일                               | 00/무죄. 1심에서는 징역 5년                     | 제2후생성                   | 에네야카 다바나 반냣타 (エーネッヤカ・ダーヴァナ・パンニャッター) |
| 이시카와/이시카와 코이치        | ／                      | ／                         | ／                   | ／                         | ／                         | ／                               | ／                            | ／                      | ／                      | ／                            | ／                            | ／                   | ／                            | ／                                  | ／                                   | ／                   | ／                            | ／                            | 혐의 뿐                | 1995년 4월 8일                               | 불기소                                          | 법황관방                    | 사르바니 바라나비슈칸빈 (サルヴァニー・ヴァラナヴィシュカンビン)  |
| 무라이/무라이 히데오            | ○                       | ○                          | ／                   | ○                          | ○                          | ／                               | ／                            | ○                       | ○                       | ○                             | ／                            | ／                   | ／                            | ○                                   | ／                                   | ○                    | ／                            | ／                            | ／                     | 1995년 4월 24일 피살(무라이 히데오 척살사건) | 1995년 4월 24일 피살(무라이 히데오 척살사건)    | 과학기술성                  | 신쥬슈리 미트라 (マンジュシュリー・ミトラ)                        |